# Il ragazzo e la tigre
Il ragazzo e la tigre (Ta'igara: An adventure in the Himalayas) è un film del 2022 diretto da Brando Quilici.

## Trama
Dopo essere rimasto solo al mondo a causa del terremoto in Nepal il piccolo Balmani scappa dall'orfanotrofio e libera un cucciolo di tigre del Bengala catturato dai bracconieri e comincia un'avventura all'interno di una fitta foresta per cercare la strada per Kathmandu.

## Distribuzione
Il film è stato distribuito nelle sale cinematografiche italiane dal 14 ottobre 2022.